# Regina Maria
Regina Maria è un comune della Moldavia situato nel distretto di Soroca di 718 abitanti al censimento del 2004.
Durante il periodo di appartenenza all'Unione Sovietica il comune si chiamava Kotovsk (которой in russo).

## Località
Il comune è formato dall'insieme delle seguenti località (popolazione 2004):
- Regina Maria (549 abitanti)
- Lugovoe (169 abitanti)